# Louisa Harland
Louisa Clare Harland (Dublín,  31 de enero de 1993) es una actriz irlandesa. Es más reconocida por su papel de Orla McCool, en la serie Derry Girls, creada y escrita por Lisa McGee y emitida entre 2018 y 2022 en Channel 4, así como para Netflix.

## Primeros años
Nacida en Dublín de padre norirlandés, Harland tiene dos hermanas mayores, Katie y Ellie. Formó parte del Ann Kavanagh Youth Theatre de Rathfarnham. Se formó en la Mountview Academy of Theatre Arts de Londres.

## Carrera profesional

### Televisión y cine
Tras graduarse, Harland consiguió un papel recurrente como Kayleigh en la serie de RTÉ One Love/Hate en 2011. Más tarde apareció en las películas Standby (2014), de Rob Burke, y Lost in London (2017), de Woody Harrelson.
En 2017 se anunció que Harland había sido elegida para interpretar a Orla McCool, la excéntrica prima de Erin Quinn (Saoirse-Monica Jackson), en la sitcom de Channel 4 Derry Girls. La primera temporada se emitió en enero de 2018, recibiendo elogios comerciales y de la crítica, apareciendo su continuación en marzo de 2019. La tercera temporada se retrasó hasta el 12 de abril de 2022.
El 26 de junio de 2020, Harland y sus compañeras de reparto en Derry Girls realizaron un sketch con la actriz estadounidense Saoirse Ronan para el especial de recaudación de fondos de RTÉ RTÉ Does Comic Relief, cuya recaudación se destinó a los afectados por la pandemia del coronavirus. Ese mismo año, Harland apareció en la película Boys from County Hell.

## Radio
En marzo de 2021, Harland actuó junto a Sam Otto en una adaptación de la obra Endless Second, de Theo Toksvig-Stewart, para BBC Radio 4. Ese mismo mes de mayo, actuó en una adaptación de la novela debut Snowflake, de Louise Nealon, para la misma emisora.

## Vida privada
Harland vive en Londres. Mantiene una relación con el actor inglés Calvin Demba.

## Filmografía

### Cine
| Año  | Título                | Papel         |
| ---- | --------------------- | ------------- |
| 2014 | Standby               | Julie         |
| 2017 | Lost in London        | Stella        |
| 2018 | Sunday Tide           | Violet        |
| 2020 | Boys from County Hell | Claire McCann |

### Televisión
| Año       | Título                      | Papel           | Notas                  |
| --------- | --------------------------- | --------------- | ---------------------- |
| 2011      | Love/Hate                   | Kayleigh        | 4 episodios            |
| 2016      | Doctors                     | Caz Ellison     | Episodio: "Peanut"     |
| 2016      | Harley and the Davidsons    | Secretaria      | Miniserie              |
| 2016–2017 | Eden                        | Narradora       | Reality show           |
| 2018      | Finding Joy                 | Tara            | Episodio: "Letting Go" |
| 2018–2022 | Derry Girls                 | Orla McCool     | Papel principal        |
| 2019      | Handy                       | Finnoula        | Episodio: "Pilot"      |
| 2020      | The Deceived                | Cloda O'Donnell | 4 episodios            |
| 2024      | The Ballad Of Renegade Nell | Nell Jackson    | Papel principal        |